# Christian Feest

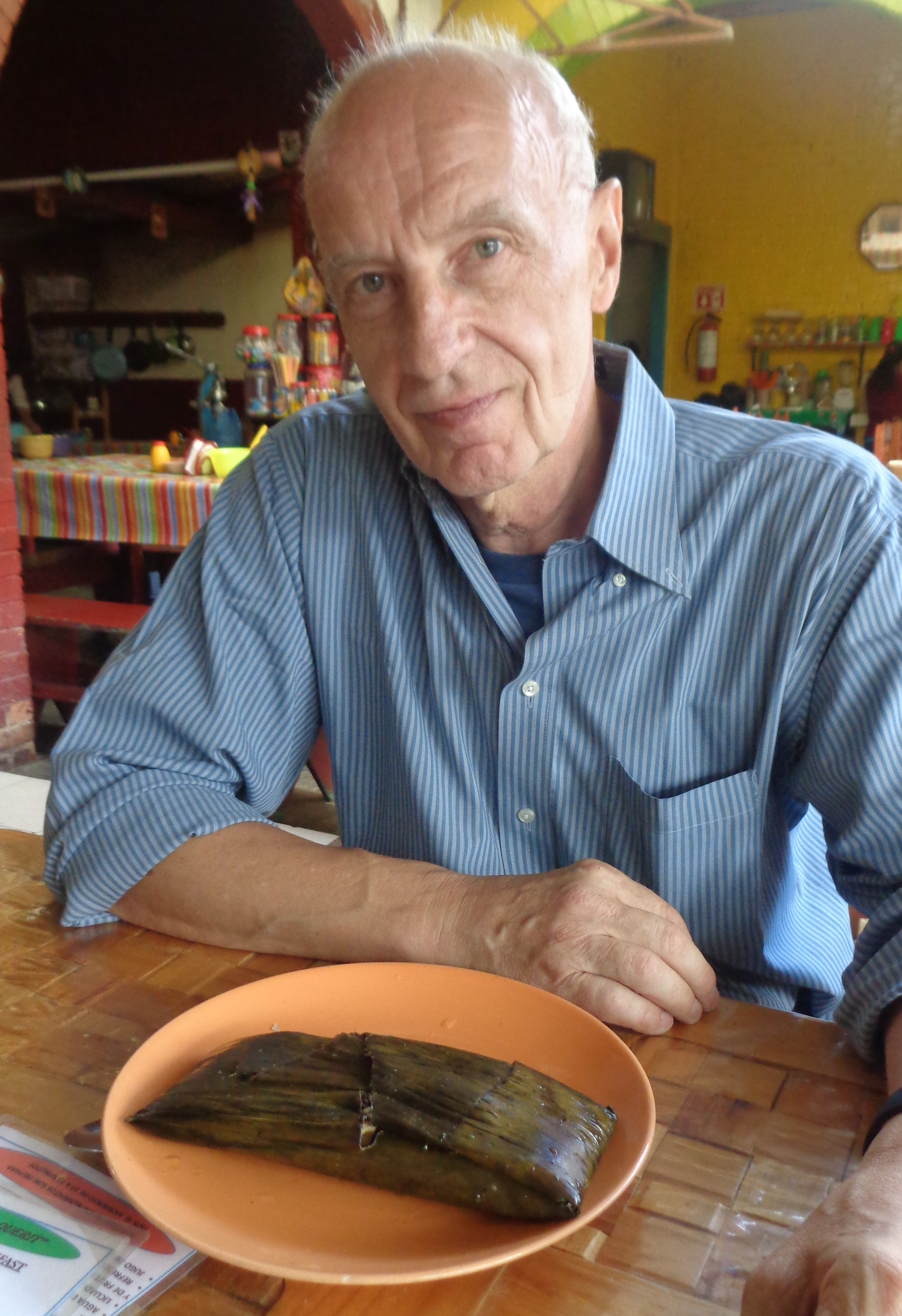

Christian F. Feest (Broumov, Checoslovaquia, actual Chequia, 20 de julio de 1945), es un  etnólogo, antropólogo y etnohistoriador austriaco de origen checoslovaco.

## Biografía
Feest es especialista en los nativos americanos del noreste de los Estados Unidos en general, y en la antropología del arte de los mismos en particular. Realizó un trabajo pionero sobre el contacto entre los europeos y los indígenas americanos y sobre la historia de las colecciones museísticas. Formado en la Universidad de Viena, donde se graduó en antropología en 1960, comenzó la publicación de artículos académicos en 1964. Su tesis doctoral en 1969 trató sobre los algonquinos de Virginia entre 1570 y 1703. Trabajó en el Museum für Völkerkunde (museo etnográfico) en Viena y en la universidad. Después de doctorarse, investigó los aspectos sociales y culturales de la bebida nativa americana para su Habilitationsschrift con su segunda disertación titulada Trinken und Trinkgewohnheiten im indianischen Nordamerika (1980). Feest fue profesor de etnología de la América indígena en la Universidad Johann Wolfgang Goethe de Fráncfort del Meno 1993-2004. Desde 2004 hasta 2010 fue director de la Museum für Völkerkunde. Fue editor también de la European Review of Native American Studies y tiene dos hermanos prominentes, el artista Gerhard Gleich y el jurista Johannes Feest.

## Obras destacadas
Como autor
- Frederick Weygold. Artist and Ethnographer of North American Indians. ZKF Publishers, Altenstadt 2017. ISBN 978-3-9818412-0-6. (junto con C. Ronald Corum) (en inglés)
- Mario Baldi. Fotógrafo austríaco entre índios brasileiros. F. Dumas. Río de Janeiro 2009. ISBN 978-85-62607-00-4 (junto com Marcos Felipe de Brum Lopes) (en portugués)
- The Art of War. Thames & Hudson, London 1980, ISBN 0-500-06010-X. (en inglés)
- Beseelte Welten. Die Religionen der Indianer Nordamerikas. Herder, Freiburg/B. 2003, ISBN 3-451-28186-4 (Kleine Bibliothek der Religionen; 9). (en alemán)
- Native Arts of North America. Segunda edición. Thames & Hudson, Londres, 1992, ISBN 0-500-18179-9. (en inglés)
- Das rote Amerika. Nordamerikas Indianer. Europa-Verlag, Viena 1976, ISBN 3-203-50577-0. (en alemán)

Como editor
- El penacho del México antiguo. ZKF Publishers, Altenstadt 2012. ISBN 978-3-9811620-6-6
- Premières Nations, Collections Royales. Réunion des Musées Nationaux – Musée du quai Branly, Paris 2007. ISBN 9-782-9151-3345-5 (en francés)
- Indian Times. Nachrichten aus dem roten Amerika. Selbstverlag, Altenstadt 2002, ISBN 3-00-009869-0 (catálogo de la exposición entre 2002 y 2003 en el Museum der Weltkulturen Fráncfort del Meno). (en alemán)
- Hauptwerke der Ethnologie. Kröner, Stuttgart, 2001, ISBN 3-520-38001-3 (junto con Karl-Heinz Kohl). (en alemán)
- Culturas de los indios norteamericanos. Könemann, Köln 2000, ISBN 3-8290-4649-9
- Technologie und Ergologie in der Völkerkunde, Bd. 1. Cuarta edición Reimer, Berlín 1999 (junto con Alfred Janata). (en alemán)
- Indians and Europe. Rader, Aachen 1987. ISBN 3-89399-020-8  (en inglés)